# ひさい版仮装大笑
ひさい版仮装大笑（ひさいばんかそうたいしょう）は、三重県津市久居地域において、毎年10月頃に行われる久居まつりのメインイベントである。
開催に当たっては、地元で放送する中京テレビではなく、東京キー局である日本テレビ仮装本部（『欽ちゃん&香取慎吾の全日本仮装大賞』担当）のサポートも受けており、本格的なイベントである。
なお、「仮装大笑」であって「仮装大賞」でない。

## 概要
当時の久居市では、1955年（昭和30年）頃から毎年秋に、陸上自衛隊第10師団第33普通科連隊及び航空自衛隊笠取山分屯基地と地域住民が一体となって市街地仮装パレードが行われていた。毎年、仮装パレードのテーマを昔話や童話から選んで、装飾を施した自衛隊車両や仮装した自衛隊員たちが市街地パレードを繰り広げるものであった。
久居は旧陸軍の駐屯によって繁栄した街であり、現在においても住民と陸上自衛隊との結びつきは深く、いわゆる軍民の対立の構図はほとんど見られない。しかし、軍民一体となったパレードを批判する他地域からの声や、不景気によるお祭り費用の調達困難も加わり、平成13年度をもって終了となった。しかしながら、長年の仮装パレードにより「久居」といえば「仮装」というイメージが地域社会にも住民にも定着しており、平成14年度から仮装パレードに代わって「ひさい版仮装大笑」が行われている。
運営に於いては平成14年度～16年度までは久居商工会議所青年部が主管し開催されたが、市町村合併により久居市が現在の津市の一部（久居地域）となったことに伴い、平成17年度～21年度までは津商工会議所青年部の主管で開催された。第9回目となる平成22年度からは地元有志による「ふるさと活性化協議会」が中心となる「ひさい版仮装大笑運営委員会」が主管している。
「ひさい版仮装大笑」の参加者が、日本テレビ主催の『欽ちゃんの仮装大賞』において、第71回、第72回、第77回に参加している。第72回大会では第3位を受賞、第77回では、自衛隊として航空自衛隊が初出場し、技術賞を獲得するなど、本格的なイベントになっている。なお、ひさい版仮装大笑に優勝しても、『欽ちゃんの仮装大賞』に参加するには、地方予選を通過する必要がある。